# Tarbat Ness
Tarbat Ness är en udde i Storbritannien.   Den ligger i kommunen Highland och riksdelen Skottland, i den norra delen av landet, 700 km norr om huvudstaden London.
Terrängen inåt land är platt. Havet är nära Tarbat Ness åt nordost.  Närmaste större samhälle är Tain, 17,0 km väster om Tarbat Ness. 